# 国家禁毒委员会
国家禁毒委员会，是中华人民共和国国务院成立的国务院议事协调机构，负责禁毒工作。

## 沿革
1990年12月15日，《国务院办公厅关于成立全国禁毒工作领导小组的通知》（国办发〔1990〕70号）下发，成立了全国禁毒工作领导小组（对外称国家禁毒委员会），全国禁毒工作领导小组组长为国家禁毒委员会主任，全国禁毒工作领导小组副组长为国家禁毒委员会副主任。当时，组成单位包括公安部、国务院办公厅、外交部等16个单位。具体工作由公安部承担。全国禁毒工作领导小组是中华人民共和国最高的禁毒工作领导机构。
1998年3月29日，《国务院关于议事协调机构和临时机构设置的通知》（国发〔1998〕7号）撤销全国禁毒工作领导小组，工作改由公安部承担。1998年，国务院批准公安部成立公安部禁毒局，该局同时作为国家禁毒委员会的办事机构——国家禁毒委员会办公室。
2003年3月21日，《国务院关于议事协调机构和临时机构设置的通知》（国发〔2003〕10号）将国家禁毒委员会列为国务院议事协调机构，具体工作由公安部承担。2008年3月21日，《国务院关于议事协调机构设置的通知》（国发〔2008〕13号）中，继续设置国家禁毒委员会作为国务院议事协调机构。

## 职责
1990年《国务院办公厅关于成立全国禁毒工作领导小组的通知》（国办发〔1990〕70号）规定，全国禁毒工作领导小组“负责研究制定禁毒方面的重要政策和措施，协调有关重大问题，统一领导全国的禁毒工作。”
1999年2月9日，《国务院办公厅关于国家禁毒委员会主要职责和组成人员的通知》（国办发〔1999〕14号）称，“为进一步加强对禁毒工作的领导，经党中央、国务院领导同志批准，国家禁毒委员会对外负责禁毒国际合作，履行国际禁毒公约义务；对内统一领导全国的禁毒工作，制定有关政策措施，组织、协调各有关部门和单位并动员全社会的力量开展禁毒斗争。”
2010年代，国家禁毒委员会的职责是：“对内通过研究制定禁毒方面的重要政策和措施，协调有关的重大问题，组织、协调和指导有关部门和单位并动员全社会的力量开展禁毒斗争；对外根据国务院授权，负责组织开展禁毒国际合作，履行国际禁毒公约义务。”

## 组成人员
| 1990年成立时，《国务院办公厅关于成立全国禁毒工作领导小组的通知》（国办发〔1990〕70号）确定的组成人员是： 组长 - 王芳（国务委员兼公安部长） 副组长 - 顾林昉（公安部副部长） - 席德华（国务院副秘书长） - 胡熙明（卫生部副部长） - 钱冠林（海关总署副署长） 成员 - 秦华孙（外交部国际司司长） - 李德洙（国家民委副主任） - 俞雷（公安部副部长） - 范宝俊（民政部副部长） - 佘孟孝（司法部副部长） - 刘积斌（财政部副部长） - 洪绂曾（农业部副部长） - 刘广运（林业部副部长） - 谷永江（经贸部副部长） - 金同珍（国家医药管理局副局长） - 黄曙海（国务院法制局副局长） - 徐惠滋（中国人民解放军副总参谋长） - 周玉书（武警部队司令员） 1992年4月22日，《国务院办公厅关于调整全国禁毒工作领导小组成员的通知》（国办发〔1992〕23号）增补了成员单位并调整了部分成员： - 戴舟（中共中央宣传部宣传局局长） - 金鉴（司法部副部长） - 谭竹洲（化学工业部副部长） - 刘习良（广播电影电视部副部长） - 甘国屏（国家工商行政管理局副局长） - 曹康泰（国务院法制局副局长） | 1993年6月25日，《国务院办公厅关于调整全国禁毒工作领导小组组成人员的通知》（国办发〔1993〕35号）调整后的组成人员是。1993年7月6日，新一届全国禁毒工作领导小组成立： 组长 - 陶驷驹（公安部部长） 副组长 - 席德华（国务院副秘书长） - 白景富（公安部副部长） - 胡熙明（卫生部副部长） - 黄汝凤（海关总署副署长） 成员 - 范宝俊（民政部副部长） - 金鉴（司法部副部长） - 洪绂曾（农业部副部长） - 沈茂成（林业部副部长） - 刘积斌（财政部副部长） - 林炎志（国家教委专职委员） - 秦华孙（外交部部长助理） - 隗福临（解放军总参谋长助理） - 戴舟（中宣部宣传局局长） - 金同珍（国家医药管理局副局长） |

| 1995年5月24日，《国务院办公厅关于调整全国禁毒工作领导小组组成人员的通知》（国办发〔1995〕35号）调整后的组成人员是： 组长 - 陶驷驹（公安部部长） 副组长 - 杨景宇（国务院副秘书长） - 白景富（公安部副部长） - 张文康（卫生部副部长） - 王乐毅（海关总署副署长） 成员 - 戴舟（中央宣传部副秘书长） - 李肇星（外交部副部长） - 张宝庆（国家教育委员会专职委员） - 杨衍银（民政部副部长） - 张秀夫（司法部副部长） - 刘积斌（财政部副部长） - 谭竹洲（化学工业部副部长） - 洪绂曾（农业部副部长） - 祝光耀（林业部副部长） - 谷永江（对外贸易经济合作部副部长） - 刘习良（广播电影电视部副部长） - 甘国屏（国家工商行政管理局副局长） - 戴庆骏（国家医药管理局副局长） - 钱树根（解放军总参谋长助理） | 1997年8月18日《国务院办公厅关于调整全国禁毒工作领导小组组成人员的通知》（国办发〔1997〕28号）调整后的组成人员是： 组长 - 陶驷驹（公安部部长） 副组长 - 杨景宇（国务院副秘书长） - 白景富（公安部副部长） - 张文康（卫生部副部长） - 王乐毅（海关总署副署长） 成员 - 徐光春（中央宣传部副部长） - 刘家琛（最高人民法院副院长） - 张穹（最高人民检察院副检察长） - 李肇星（外交部副部长） - 张保庆（国家教育委员会副主任） - 杨衍银（民政部副部长） - 张秀夫（司法部副部长） - 谢旭人（财政部副部长） - 王心芳（化学工业部副部长） - 路明（农业部副部长） - 祝光耀（林业部副部长） - 孙广相（对外贸易经济合作部部长助理） - 刘习良（广播电影电视部副部长） - 甘国屏（国家工商行政管理局副局长） - 戴庆骏（国家医药管理局副局长） - 魄福临（解放军副总参谋长） - 倪豪梅（全国总工会副主席） - 周强（共青团中央书记处书记） - 刘海荣（全国妇联副主席） |

| 1999年2月9日《国务院办公厅关于国家禁毒委员会主要职责和组成人员的通知》（国办发〔1999〕14号）调整后的组成人员是： 主任 - 贾春旺（公安部部长） 副主任 - 白景富（公安部副部长） - 刘鹏（中宣部副部长） - 王陇德（卫生部副部长） - 牟新生（海关总署副署长） 委员 - 刘家琛（最高人民法院副院长） - 张穹（最高人民检察院副检察长） - 王光亚（外交部部长助理） - 郝建秀（国家发展计划委员会副主任） - 张志刚（国家经济贸易委员会副主任） - 张保庆（教育部副部长） - 牛平（安全部副部长） - 杨衍银（民政部副部长） - 肖建章（司法部副部长） - 张佑才（财政部副部长） - 路明（农业部副部长） - 高虎城（对外贸易经济合作部部长助理） - 潘震宙（文化部副部长） - 同向荣（国家广播电影电视总局副局长） - 甘国屏（国家工商行政管理局副局长） - 李昌鉴（国家林业局副局长） - 邵明立（国家药品监督管理局副局长） - 符传荣（解放军总参谋部作战部部长） - 李奇生（全国总工会副主席） - 赵勇（共青团中央书记处书记） - 刘海荣（全国妇联副主席） | 2003年4月27日《国务院办公厅关于调整国家禁毒委员会组成人员的通知》（国办发〔2003〕32号）调整后的组成人员是： 主任 - 周永康（国务委员兼公安部部长） 副主任 - 罗锋（公安部副部长） - 胡振民（中宣部副部长） - 朱庆生（卫生部副部长） - 盛光祖（海关总署副署长） 委员 - 姜兴长（高法院副院长） - 张穹（高检院副检察长） - 周文重（外交部副部长） - 姜伟新（发展改革委副主任） - 王湛（教育部副部长） - 牛平（安全部副部长） - 李宝库（民政部副部长） - 范方平（司法部副部长） - 李勇（财政部部长助理） - 张宝文（农业部副部长） - 魏建国（商务部副部长） - 赵维绥（文化部副部长） - 甘国屏（工商总局副局长） - 胡占凡（广电总局副局长） - 雷加富（林业局副局长） - 邵明立（食品药品监管局副局长） - 章沁生（总参谋部作战部部长） - 李奇生（全国总工会副主席） - 杨岳（团中央书记处书记） - 莫文秀（全国妇联书记处书记） |

| 2008年4月16日，《国务院办公厅关于调整国家禁毒委员会组成人员的通知》（国办发〔2008〕19号）调整了组成人员，并增补科技部、人力资源社会保障部、新闻出版总署为国家禁毒委员会成员单位，成员单位增至35个： 主任 - 孟建柱（国务委员兼公安部部长） 副主任 - 汪永清（国务院副秘书长） - 张新枫（公安部副部长） - 翟卫华（中宣部副部长） - 马晓伟（卫生部副部长） - 王松鹤（海关总署副署长） 委员 - 张军（高法院副院长） - 朱孝清（高检院副检察长） - 刘结一（外交部部长助理） - 穆虹（发展改革委副主任） - 陈小娅（教育部副部长） - 刘燕华（科技部副部长） - 邱进（安全部副部长） - 窦玉沛（民政部副部长） - 陈训秋（司法部副部长） - 李勇（财政部副部长） - 张小建（人力资源和社会保障部副部长） - 徐祖远（交通运输部副部长） - 胡亚东（铁道部副部长） - 高鸿宾（农业部副部长） - 蒋耀平（商务部副部长） - 丁伟（文化部部长助理） - 苏宁（人民银行副行长） - 钟攸平（工商总局副局长） - 胡占凡（广电总局副局长） - 李东东（新闻出版总署副署长） - 孙华山（安全监管总局副局长） - 孙扎根（林业局副局长） - 郜风涛（法制办副主任） - 王国庆（新闻办副主任） - 李健（民航局副局长） - 苏和（邮政局副局长） - 吴浈（食品药品监管局副局长） - 张鸣（总参谋部作战部副部长） - 倪健民（全国总工会副主席、书记处书记） - 卢雍政（共青团中央书记处书记） - 甄砚（全国妇联副主席、书记处书记） | 2013年，调整组建新一届国家禁毒委员会，成员单位由35个增加到38个： 主任 - 郭声琨（国务委员、公安部部长） 副主任 - 汪永清（中央政法委秘书长、国务院副秘书长） - 李伟（公安部副部长） - 孙志军（中宣部副部长） - 马晓伟（卫生计生委副主任） - 胡伟（海关总署副署长） 委员 - 李少平（最高人民法院副院长） - 朱孝清（最高人民检察院副检察长） - 李保东（外交部副部长） - 穆虹（国家发展和改革委员会副主任） - 刘利民（教育部副部长） - 王伟中（科技部副部长） - 苏波（工业和信息化部副部长） - 邱进（国家安全部副部长） - 窦玉沛（民政部副部长） - 张苏军（司法部副部长） - 刘红薇（财政部副部长） - 信长星（人力资源和社会保障部副部长） - 翟青（环境保护部副部长） - 何建中（交通运输部副部长） - 高鸿宾（农业部副部长） - 钟山（商务部国际贸易谈判代表、副部长） - 项兆伦（文化部副部长） - 李东荣（中国人民银行副行长） - 孙鸿志（国家工商行政管理总局副局长） - 邬书林（新闻出版广电总局副局长） - 孙华山（国家安全生产监督管理总局副局长） - 吴浈国（家食品药品监督管理总局副局长） - 孙扎根（国家林业局副局长） - 甘藏春（国务院法制办副主任） - 李伍锋（国务院新闻办副主任） - 孟宏伟（海洋局副局长兼中国海警局局长） - 李健（中国民用航空局副局长） - 刘君（国家邮政局副局长） - 王国良（扶贫办副主任） - 阚立奎（总参谋部作战部副部长） - 倪健民（全国总工会副主席、书记处书记） - 汪鸿雁（共青团中央书记处书记） - 谭琳（全国妇联书记处书记） - 胡亚东（中国铁路总公司副总经理） |

| 2015年调整后的组成人员是： 主任 - 郭声琨（国务委员、公安部部长） 副主任 - 汪永清（中央政法委秘书长、国务院副秘书长） - 刘跃进（公安部反恐专员） - 王世明（中宣部副部长） - 李少平（最高人民法院副院长） - 李保东（外交部副部长） - 刘利民（教育部副部长） - 马晓伟（国家卫生计生委副主任） - 胡伟（海关总署副署长） 委员 - 孙谦（最高人民检察院副检察长） - 任贤良（中央网络安全和信息化领导小组办公室副主任） - 张勇（国家发展和改革委员会副主任） - 徐南平（科技部副部长） - 辛国斌（工业和信息化部副部长） - 邱进（国家安全部副部长） - 顾朝曦（民政部副部长） - 张苏军（司法部副部长） - 胡静林（财政部副部长） - 信长星（人力资源和社会保障部副部长） - 翟青（环境保护部副部长） - 何建中（交通运输部副部长） - 杨绍品（农业部党组成员） - 童道驰（商务部部长助理） - 项兆伦（文化部副部长） - 郭庆平（中国人民银行副行长） - 刘玉亭（国家工商行政管理总局副局长） - 吴尚之（国家新闻出版广电总局副局长） - 王浩水（国家安全生产监督管理总局党组成员、总工程师） - 吴浈（国家食品药品监督管理总局副局长） - 杜永胜（国家森林防火指挥部专职副总指挥） - 甘藏春（国务院法制办副主任） - 孟宏伟（国家海洋局副局长兼中国海警局局长） - 李健（中国民用航空局副局长） - 刘君（国家邮政局副局长） - 洪天云（国务院扶贫办副主任） - 孙原生（总参谋部作战部副部长） - 李守镇（全国总工会党组成员、经费审查委员会主任） - 汪鸿雁（共青团中央书记处书记） - 谭琳（全国妇联书记处书记） - 杨宇栋（中国铁路总公司副总经理） 2015年至2017年间调整的副主任： - 朱之文（教育部副部长）接替刘利民 - 胡伟（海关总署副署长）免职 2015年至2017年间调整的委员： - 苏德良（国家安全部副部长）接替邱进 - 刘志强（司法部副部长）接替张苏军 - 张骥（商务部部长助理）接替童道驰 - 王江平（国家工商行政管理总局副局长）接替刘玉亭 - 李树铭（国家林业局副局长）接替杜永胜 - 曲睿（中央军委联合参谋部作战局副局长）接替孙原生 2019年间调整的副主任： - 曾伟雄（香港警务处前处长） 2022年间调整的副主任： - 刘建波（国务院副秘书长）接替汪永清 2023年间调整的副主任： - 徐大彤（公安部副部长）接替刘跃进 |

## 办事机构
公安部禁毒局，序列号公安部二十一局，是中华人民共和国公安部内设机构。
国家禁毒委员会的办事机构是国家禁毒委员会办公室（简称“国家禁毒办”），设在公安部，具体工作由公安部禁毒局承担。

### 职责
根据有关规定，公安部禁毒局（国家禁毒办）承担下列职能：
1. 掌握毒品违法犯罪活动动态，拟订预防、打击对策；
2. 组织、指导、监督对毒品犯罪案件的侦查工作；
3. 承担对麻醉药品药用原植物、麻醉药品和精神药品流入非法渠道的查处工作；
4. 依法承担对易制毒化学品的管制等工作；
5. 组织、协调、指导地方公安机关开展吸毒人员管理工作；
6. 承办国际禁毒事宜；
7. 承办禁毒有关协调工作；
8. 承担国家禁毒委员会的日常工作，以国家禁毒委员会名义履行国际禁毒公约义务。

### 机构设置
根据有关规定，公安部禁毒局（国家禁毒办）设置下列机构：
- 办公室
- 缉毒行动处（二处）
- 政策法规处
- 社会化管理处（四处）
- 易制毒化学品管理处（五处）
- 预防教育处（七处）
- 禁吸禁种处
- 禁制毒品处
- 缉毒侦查指导处
- 毒品新型犯罪侦查处
- 国际合作处
- 戒毒康复指导处（十三处）
- 情报中心
- 侦查支队
- 驻滇联络办公室

### 历任领导
历任主任、副主任是：
| 主任 - 俞雷（1990年12月－1993年3月，公安部副部长兼全国禁毒工作领导小组办公室主任） - 白景富（1993年6月－1998年3月，公安部副部长兼全国禁毒工作领导小组办公室主任；1998年3月－2003年4月，国家禁毒委员会办公室主任） - 罗锋（2003年4月－2004年4月，公安部副部长） - 张新枫（2005年3月－2013年，公安部副部长） - 李伟（2013年6月－2015年，公安部副部长） - 刘跃进（2015年－2015年12月，公安部部长助理；2015年12月－2020年，公安部党委委员、反恐专员） - 徐大彤（2023年－，公安部副部长） | 常务副主任 - 杨凤瑞（1997年7月－2010年，1998年8月至2009年11月为公安部禁毒局局长） - 刘跃进（2010年－2015年1月，公安部禁毒局局长；2015年1月－2015年，公安部部长助理） - 胡明朗（2015年－2016年，公安部禁毒局局长） - 梁云（2016年－2023年，公安部禁毒局局长） - 魏晓军（2023年－，公安部禁毒局局长） 副主任 - 袁永源（？－？） …… - 刘跃进（？－2010年，公安部禁毒局副局长） - 刘志民（？－？） - 陈存仪（？－？，公安部禁毒局副局长、公安部禁毒情报技术中心主任） - 王谦榕（？－？，公安部禁毒局副局长） - 王刚（？－？，专职） - 陈绪富（？－？，公安部禁毒局副局长） - 韩旭光（？－，公安部禁毒局副局长） - 李宪辉（？－，中国禁毒基金会秘书长） - 闵天石（？－，公安部禁毒情报技术中心副主任） - 兰卫红（？－，公安部禁毒情报技术中心副主任） - 邓明（？－2022年，公安部禁毒局副巡视员） - 魏晓军（？－2023年，公安部禁毒局副巡视员） - 赵宇（？－？，公安部禁毒局副局长） - 刘峻（？－，公安部禁毒情报技术中心副主任） - 熊德生（？－，公安部禁毒局副局长） - 王优美（？－，公安部禁毒情报技术中心总工程师） - 杨伟明（？－？，中国禁毒基金会副秘书长） - 海斌（2019年－，公安部禁毒局副局长） - 赵仲忱（2021年－，公安部禁毒局副局长） |